# 오스만-합스부르크 전쟁
오스만-합스부르크 전쟁은 16세기부터 18세기까지 합스부르크 군주국과 오스만 제국 사이에 벌어진 전쟁이다. 신성 로마 제국, 합스부르크 스페인, 헝가리 왕국이 합스부르크 군주국을 지원했다. 트란실바니아와 보이보디나를 포함한 헝가리, 크로아티아 왕국, 중부 세르비아가 주요 전장이었지만 레판토 해전이나 몰타 공방전처럼 지중해를 비롯한 해전도 있었고, 합스부르크 군주국의 수도인 빈도 두 차례나 포위당했다.
16세기가 되면서 오스만 제국이 베네치아 공화국이 점유하던 에게해와 이오니아해의 조차지를 점령하고 오스만 제국이 지원하던 바르바리 해적이 마그레브 지역의 스페인 영토를 포위하면서 유럽 열강들은 오스만 제국을 두려워하게 되었다. 종교 개혁과 프랑스-합스부르크 적대관계로 이해 신성 로마 제국 내부에서 수많은 내전이 발생했고, 이는 오스만 제국과의 분쟁에서 관심이 흐려지게 되는 계기가 되었다. 이 무렵 오스만 제국은 프랑스 왕국과 동맹을 맺은 이후 사파비 왕조와의 분쟁 및 맘루크 왕조 정복에 나서 제국의 영토를 넓히는데 주력했다.
초기에 오스만 제국의 유럽 전쟁은 모하치 전투에서 중요한 전환점을 마련해 헝가리 왕국의 영토 70%를 점령하는 데 기여했다. 나머지 헝가리 왕국의 영토는 오스만 제국의 속주가 되었다. 베스트팔렌 조약과 스페인 왕위계승전쟁 이후 오스트리아 제국만이 유일한 합스부르크 가문의 수장이 되었다. 1683년 빈 전투 이후 신성 동맹이라 알려진 유럽 열강의 대규모 연합군을 동원한 합스부르크 가문은 오스만 제국과 효과적으로 싸울 수 있었고 헝가리에 대한 지배권을 회복했다. 대튀르크 전쟁은 젠타 전투 이후 합스부르크의 승리로 끝났다. 이후 전쟁은 1791년까지 러시아 제국 및 오스트리아 제국 동맹군과 오스만 제국 간의 전쟁으로 이어졌다.
1683년 제2차 빈 전투에 대해 역사가들은 많은 평가를 내린다. 제2차 빈 전투는 서구 문명을 지킨 오스트리아의 결정적 승리로, 이후 오스만 제국이 몰락하는 계기가 되었다고 묘사한다. 하지만 대부분의 학자들은 최근에 조금 더 넓은 관점을 취하고 있다. 이 무렵 합스부르크 가문은 중부 유럽에 대한 주도권을 두고 프랑스 왕국 및 프로이센 왕국과 분쟁 중이었고 내부 독립 운동에 많은 시간을 할애해야 했다고 본다. 하지만 이 전쟁의 결과로 유럽인들에 의해 진전된 중요한 기술이 바로 효율적인 합동공격이었다. 보병, 포병이 기병의 지원을 받으며 전투 효과를 상당히 늘린 것이었다. 그럼에도 불구하고 오스만 제국은 18세기 중반까지 발칸 반도에서 군사적 우위권을 점했다. 역사학자 귄터 로텐베르크는 분쟁의 비전투적인 측면을 강조하며 합스부르크가 그들의 국경을 보호하고 잘 훈련된 사기 높은 병사들을 생산해낸 것에 주목했다. 합스부르크 가문과 오스만 제국이 완전히 적대 관계를 청산하는데는 그 이후로도 시간이 걸렸다.

## 같이 보기
- 오스만 해군